# Statue de Jeanne Hachette
La Statue de Jeanne Hachette ou Monument à Jeanne Hachette est une statue représentant Jeanne Hachette. Œuvre de Vital Gabriel Dubray (1813-1892). Elle est inaugurée en 1851 sur la place Jeanne-Hachette à  Beauvais dans l'Oise en France.

## Historique
En 1851, avant son inauguration à Beauvais, la statue est exposée à Paris devant le palais du Louvre. Elle est inaugurée le 6 juillet 1851. En 2003 son piédestal est remplacé. En 2015, durant les travaux de restauration de la place Jeanne-Hachette, la statue est déposée et conservée dans un local technique de la ville.

## Description
La statue est fondue en bronze. Elle représente Jeanne Hachette armée d'une francisque dans une position combattante.
Deux inscriptions sont à signaler :
- sur la pierre, sous le drapeau : « VITAL DUBRAY / 1851 » ;
- sur le piédestal, à l'avant :

« A
JEANNE HACHETTE
XXVII JUIN MCCCCLXXII »
.

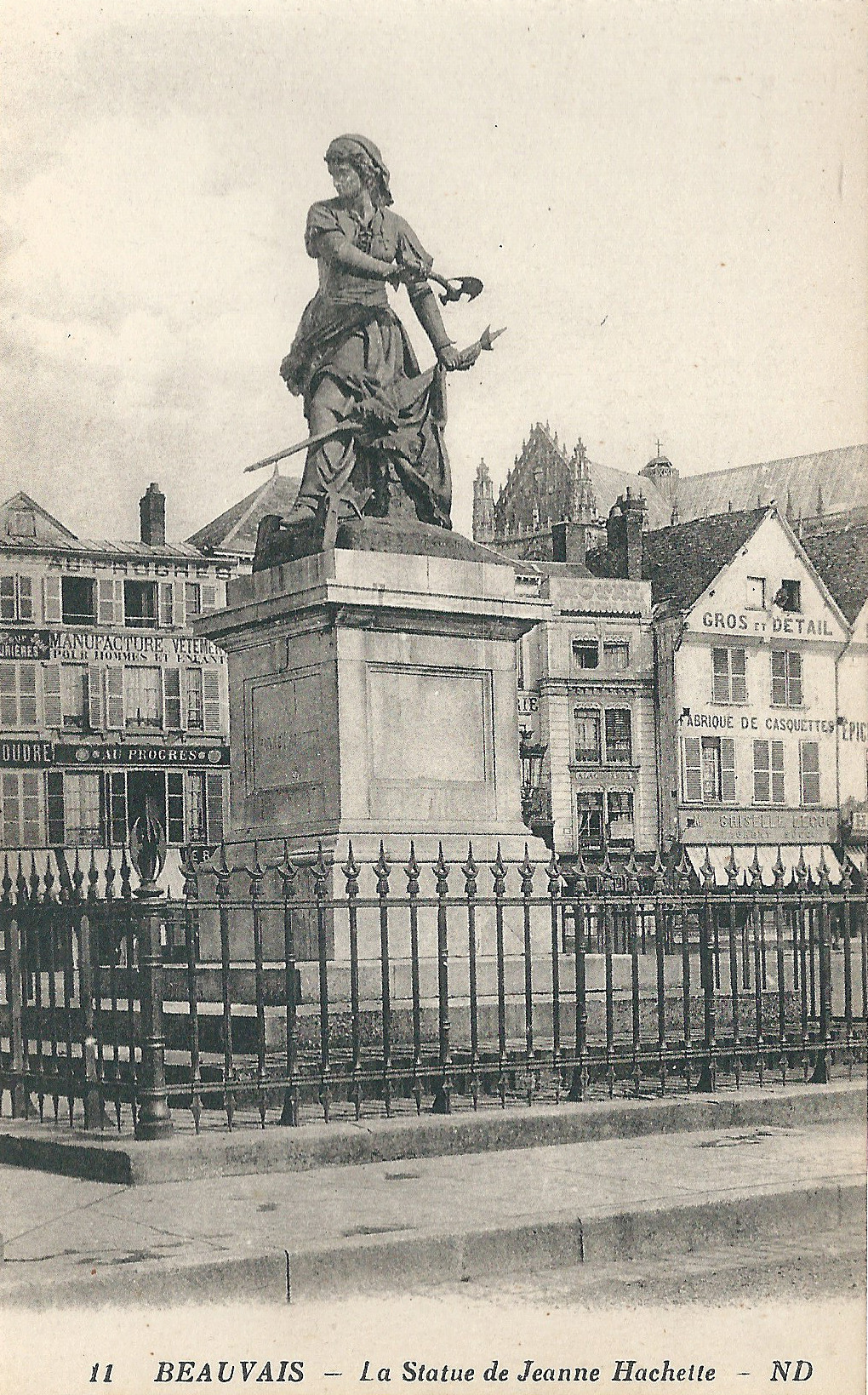
Le monument en 1914 avec son piédestal d'origine, carte postale Neurdein.
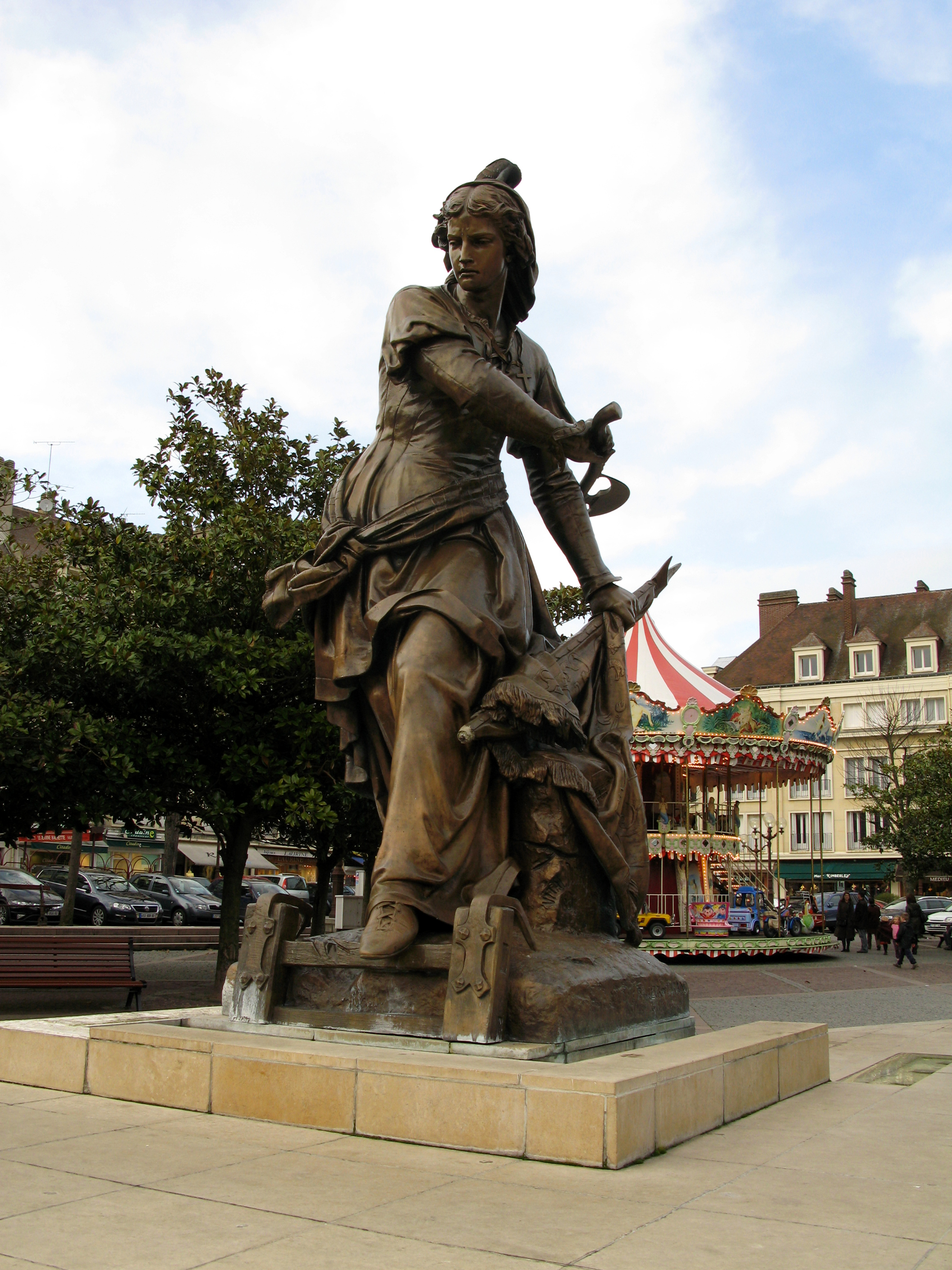
Le monument en 2008.